# Maria Jaume
Maria Elisabet Jaume Martorell, född 1999 i Lloret de Vistalegre på Mallorca, är en spansk singer-songwriter. Hon har fram till 2024 kommit ut med tre egna album, framförda med katalanska texter och en musik som beskrivits som intim folkpop.

## Biografi
Jaume föddes och växte upp på Mallorca, i en familj där brodern länge var den mest "musikaliska". Han skrev egna låtar och har haft olika scenframträdanden.
Senare har hon flyttat till Barcelona. Flytten skedde på grund av planerna på att studera antropologi, studier som hon på grund av musikkarriären skjutit på framtiden. Dessutom ville hon komma närmare den kulturella och kreativa miljön i den större staden.

### Musikkarriär
2019 ställde Jaume upp i den katalanskspråkiga talangtävlingen Sona9, efter inspiration från sin bror. Att hon vann tävlingen (i ungdomskategorin) möjliggjorde hennes lansering i musikbranschen, och det var först då som hon förstod att hon verkligen tyckte om att skriva låtar.
Året efter kom hennes debutalbum Fins a maig no revisc ('Jag återuppstår först i maj'), ett album med "intim folkpop" producerad av den musikaliska inspirationskällan Pau Vallvé. Jaume stod för låtkompositionerna (en del skrivna då hon var 17 år), röst och gitarr, där låtarna hade självbiografiska drag. Marknadsföreningen av debutalbumet påverkades negativt av covid-19-pandemin och dess nedstängning av musiklivet.
Albumdebuten, som skapades som ett resultat av en stor mängd experimenterande, belönades därefter även med priset som bästa nykomling på branschtidningen Enderrocks prisgala. Den efterföljande konsertturnén genomfördes som en trio, tillsammans med musikerkollegorna Núria Graham och Maria Espinosa.
2022 kom Jaumes andra album, betitlat Voltes i voltes ('Gånger och gånger'). Albumet och Jaumes musik beskrevs som indiepop med medelhavskänsla. I hennes kompband ingick då Lluís Cabot på bas, Joan Vallbona på gitarr och Joan Tornet på trummor; Cabot har även en egen solokarriär och var tidigare del av bandet Da Souza. Med albumet uppmärksammades Jaume som en av de mer framträdande textförfattarna på den samtida spanska musikscenen.
Jaumes tredje album Nostàlgia Airlines gavs ut i början av 2024. På albumet samarbetar hon med Pau Debon från Antònia Font, Clara Viñals från inspirationskällan Renaldo & Clara, Julieta och Mar Grimalt. Albumet är producerat i samarbete med Lluís Cabot.
Albumet är del av en utveckling från akustisk pop till en mer elektronisk och dansant pop, och hon kännetecknar sin nuvarande musik (2024) som placerad mellan indiepop och "mainstream". Däremot finns fortfarande kvar en del av den melankoliska och nostalgiska känslan som kännetecknat Jaumes musik från starten. Albumets låtar är som ofta hos Jaume relativt korta, men de två kortaste ("Quina pena" och "Cala Rajada 1964") innehåller direkta övergångar till nästföljande låt.

### Stil och betydelse
Maria Jaume har lyfts fram som ett exempel på den nya generationen baleariska artister inom den spanska och katalanskspråkiga musikbranschen. Bland andra nya kvinnliga artister på den tidigare väldigt mansdominerade baleariska musikscenen finns även Júlia Colom och Maria Hein. Jaumes första album hade texter på baleariska, men senare har hon oftare anpassat sig till den fastlandskatalanska stilen.
Flera ur den nya generationen har inspirerats eller befinner sig i skuggan av framgångsrika grupper och artister som Antònia Font, Tomeu Penya och Maria del Mar Bonet. Jaumes musikaliska utveckling har också jämförts med 2020-talets  utveckling på den katalanska musikscenen, från poprock till mer "urbana rytmer".

## Diskografi
1. "Terra banyada" ('Vått land') – 2:48
2. "Autonomia per principiants" ('Självständighet för nybörjare') – 2:05
3. "Més minuts que paraules" ('Fler minuter än ord') – 3:03
4. "Fins a maig no revisc" ('Jag återuppstår först i maj') – 2:44
5. "Sa boca i es nas" ('Munnen och näsan') – 2:13
6. "Forces estranyes" ('Konstiga krafter') – 2:34
7. "Quan me respires" ('När du andas mig') – 3:37
8. "Fuig i no me toquis" ('Bort och rör mig inte') – 1:06
9. "Tan a poc a poc (que me dorm)" ('Lite i sänder' [som söver mig]') – 2:46
10. "Potser fins setembre" ('Kanske till i september') – 2:17

1. "2008" – 3:01
2. "Ni Picassos ni Dalís" ('Varken Picasso eller Dalí') – 2:48
3. "Dunes de cous-cous" ('Dyner av couscous') – 2:58
4. "A final de mes" ('I slutet av månaden') – 2:36
5. "Procés natural" ('Naturlig process') – 1:15
6. "Me desplom" ('Jag kollapsar') – 2:38
7. "Tombats en es sol" ('Fallna till marken'; skriven på baleariska) – 3:08
8. "Com te n'has anat?" ('Hur gick du?') – 1:39
9. "Magnetic Fields" – 2:14

1. "Pura geografia" ('Ren geografi') – 2:56
2. "Super mala pinta" ('Superdåligt målad'; med Renaldo & Clara) – 2:44
3. "Quina pena" ('Så synd') – 1:06
4. "Trista a Miami" ('Ledsen i Miami'; med gruppen Julieta) – 3:07
5. "Mala via" ('Usel väg') – 2:51
6. "Cala Rajada 1963" – 1:35
7. "Hoteles, sol y playa" ('Hotell, sol och strand'; med Pau Debon från Antònia Font) – 3:02
8. "Xin xin i bye bye?" ('Skål och ajöss?') – 3:18
9. "Ella sempre crema" ('Hon brinner jämt') – 2:44
10. "Ressaca a sa platja" ('Baksmälla på stranden') – 2:57
11. "Balada des Trast" – 2:11